# La cura di Manuela
La cura di Manuela è una novella scritta da Jacopo Turco, alias della scrittrice trentina Giulia Turco Turcati Lazzari e pubblicata nel 1898 sulla rivista Nuova Antologia (editore Forzani) a Roma.
La novella è successivamente entrata a far parte della raccolta Canzone senza parole, dove è il quinto racconto su sei. 
L'opera è pubblicata con lo pseudonimo maschile Jacopo Turco che la scrittrice usava per firmare molti suoi lavori. 

## Edizioni
- 1ª edizione: Roma, Forzani, 1898.